# Kanovník

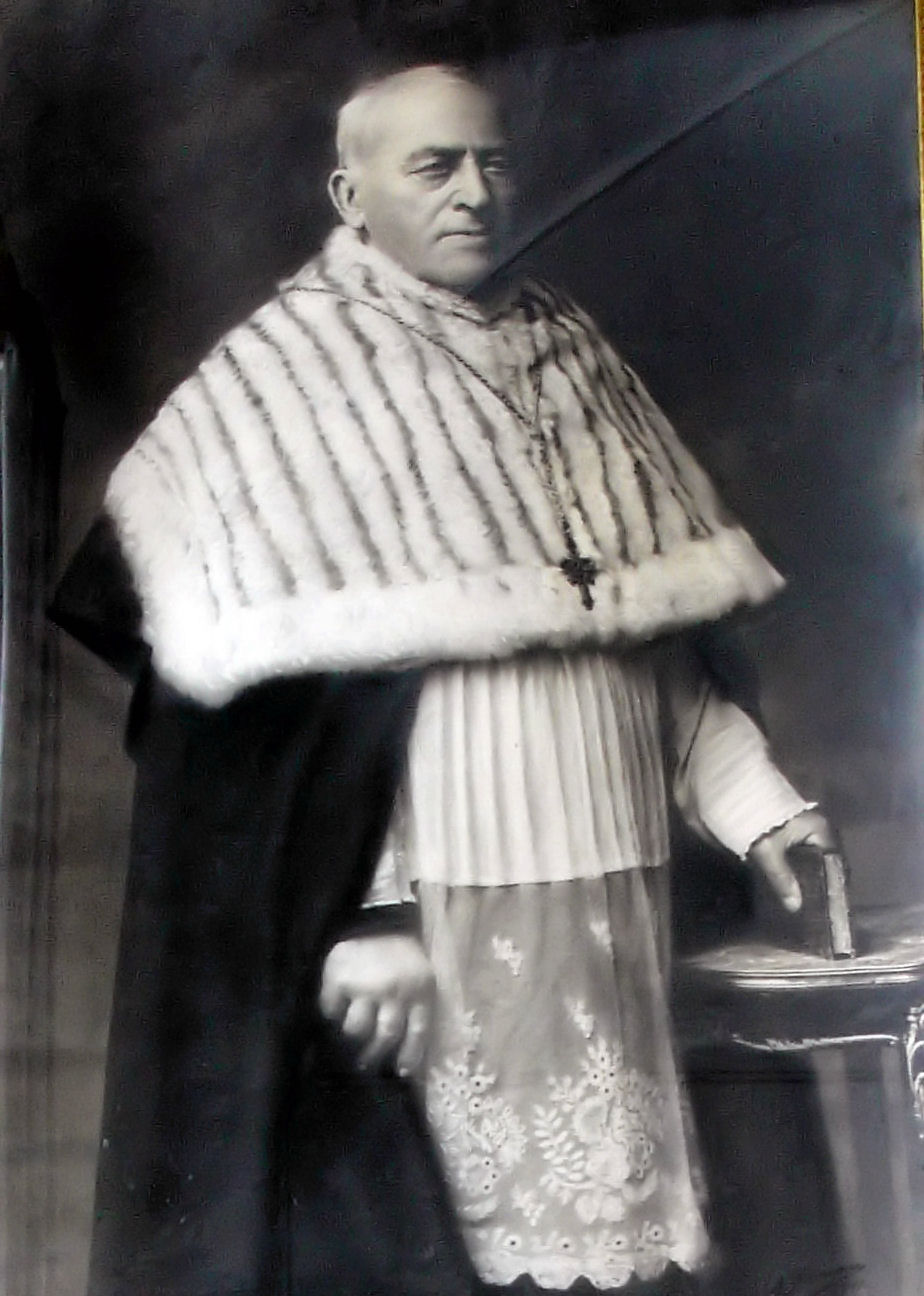
Vlámský kanovník v chórovém oděvu

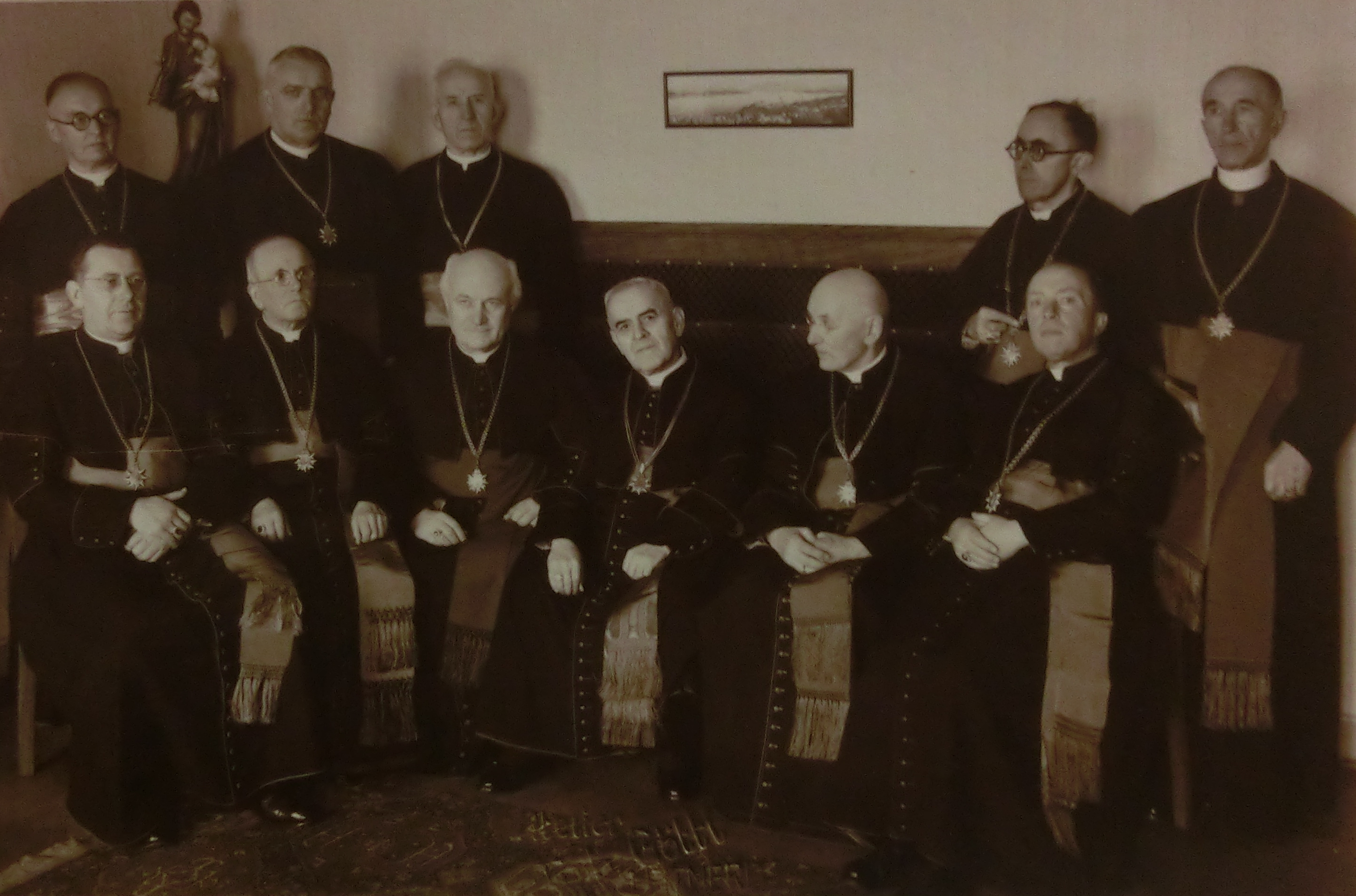
Setkání kanovníků katedrální kapituly v Litoměřicích

Kanovník, někdy též kapitulár (lat. canonicus), je duchovní (kněz), příslušející ke katedrální kapitule nebo ke kapitulnímu chrámu nebo také označení pro kněze vykonávajícího slavnostní liturgické funkce v určitém kostele. Kanovnická funkce úzce souvisí s kanonikátem. Naproti tomu pojmem řeholní kanovník se označují členové kněžských řádů s řeholí sv. Augustina.
Označení kanovník se začalo používat v době od 4. do 8. stol. jako označení kleriků žijících ve městech a vedoucích společný, čili kanonický život podle řehole podobné řeholi mnišské. Odtud vzešly kapitulní katedrály.
Čestné oslovení kanovníka je jeho milost kanovník. 

## Kanovníci a historický vývoj kapitul

### Kanovníci v katolické církvi a v protestantských církvích
- Do začátku 16. století jsou kapituly instituce pouze v rámci katolické církve

Po církevní reformaci v 16. století došlo k rozdělení kapitul na:
- poreformační nekatolické – protestantské (např. kanovníci kapitul v anglikánské nebo švédské luteránské církvi).
- kanovníci kapitul v římskokatolické církvi

### Katolické kapituly podle historického období
- středověké kapituly do tridentského koncilu
- kapituly po Tridentském koncilu do druhého vatikánském koncilu
- kapituly po druhém vatikánském koncilu – současné kapituly

Tímto vývojem se také proměnil život a právní postavení kanovníků.

## Kanovníci ve středověku
Za vlády císaře Karla Velikého byl nařízen všem klerikům společný život a jeho syn Ludvík Zbožný všem chrámům přikázal řeholi Almaria z Mohuče. Toto vedlo ke vzniku kolegiátních kapitul.
Společný život ovšem netrval dlouho, protože nejdříve biskupové a pak klerikové si oddělovali svůj podíl ze společného majetku nebo alespoň příjmy (např. obročí, lat. synonymum prebenda), které z něho zřetelně vyplývaly, a začali žít na svůj účet. Negativním jevem ve středověkých kapitulách bylo mnohoobročnictví.

## Kanovníci v katolické církvi po Tridentském koncilu
Tridentský koncil odstranil mnohoobročnictví zavedením povinnosti rezidence a obecně určil, aby kanovníci byli vysvěceni, a to tak, aby alespoň polovina z nich byli kněžími, ostatní pak alespoň podjáhny. Kde je to možné, tak všichni, nebo alespoň polovina z nich, byli doktory nebo licenciáty teologie nebo kanonického práva. U kanovníka teologa, kanovníka penitenciáře a arcijáhna je vyšší teologické nebo právní vzdělání vyžadováno bezpodmínečně. Kanovníkům, kterým je svěřena duchovní správa (lat. cura animarum), musí být nejméně 25 let. U ostatních kanovníků se připouští věk minimálně 22 let. Kanovník penitenciář musí být minimálně 40letý. U všech se vyžaduje mravně bezúhonný život.

### Kanovníci v katolické církvi v Rakousku-Uhersku
U kanovníků v Rakousku-Uhersku se vyžadují normy stanovené Tridentským koncilem, ovšem je zvláště stanoveno, aby všichni kanovníci byli kněžími, kteří již nějaký čas v duchovní správě působili nebo zastávali nějaký církevní úřad. Šlechtický stav byl vyžadován s jistými omezeními jen v olomoucké kapitule.

#### Povinnosti kanovníků

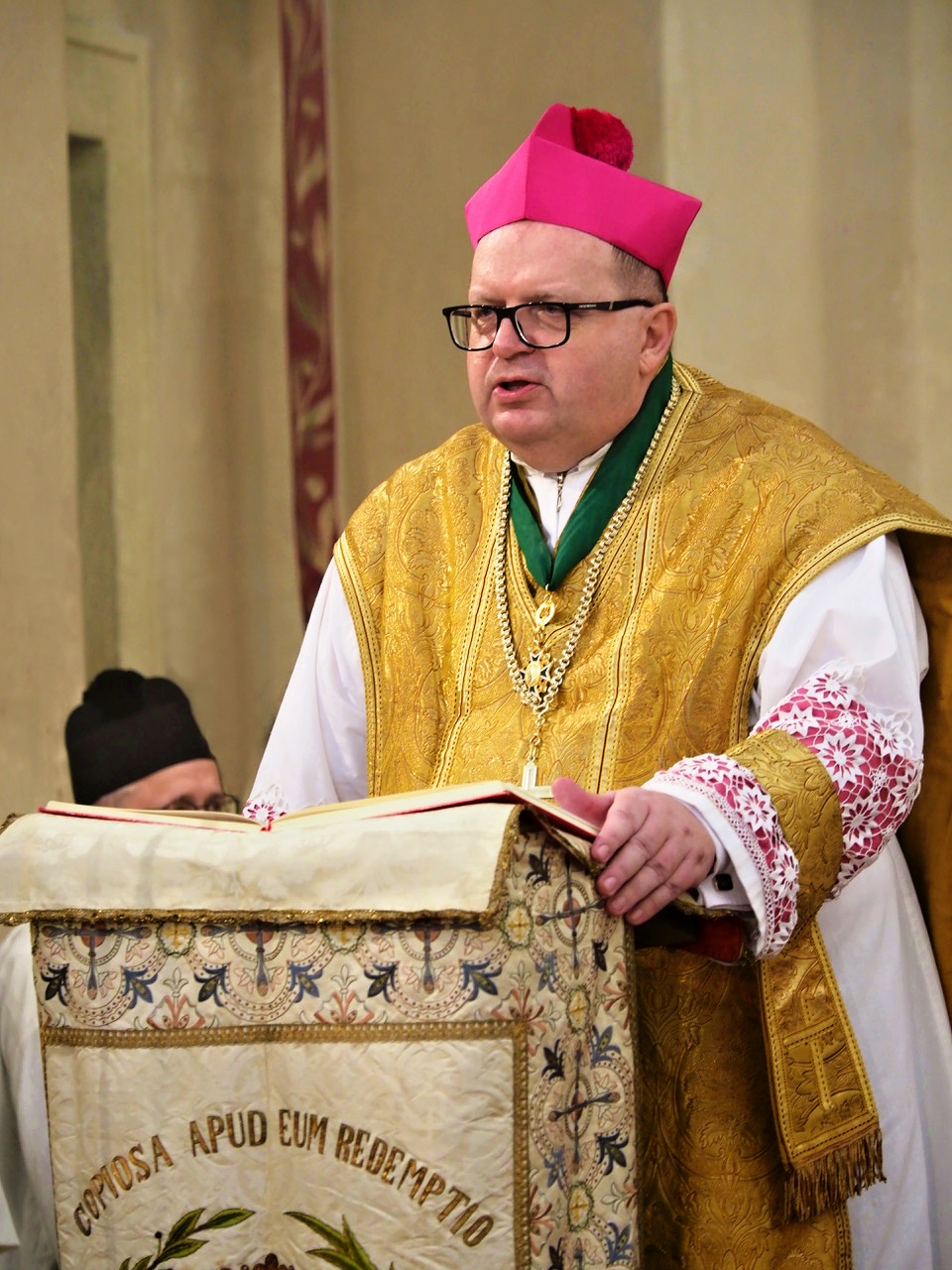
J.M.can. Jiří Hladík O.Cr, ECLJ při poutní mši v kostele Panny Marie Matky ustavičné pomoci a sv. Kajetána v Praze. 7. srpna 2020

- složit vyznání víry do rukou biskupa a kapituly
- zachovávat rezidenci – tzv. rezidenční povinnost
- chodit do chóru (zúčastňovat se společných modliteb)
- sloužit a „obcovat“ konventní mši svatou
- přisluhovat biskupovi při pontifikálních funkcích
- podporovat biskupa při správě diecéze
- z příslušnosti ke kapitule vyplývala pro kanovníky povinnost zúčastňovat se kapitulních jednání

#### Práva kanovníků
- při zasedání kapituly místo a hlas
- mít v chóru sedadlo (lat. stallum)
- právo na kanovnickou prebendu a na každodenní příjem (distributiones quotidianae). Tam, kde jsou různé prebendy, mívají dle starobylosti (ancienity) ius optionis ohledně prebend uprázdněných, takže bývá pak uprázdněn vždy poslední kanonikát.
- mohou být delegováni od Apoštolského stolce jako iudices in partibus
- mají různá čestná práva jako: právo precedence (ius praecedence – dříve příchozí má silnější právo), tituly, insignie atd.

#### Kongrua kanovníků
Platy duchovních, pro něž se užíval termín kongrua, byly v Rakousko-Uhersku u metropolitních a katedrálních kapitul zákonem ze dne 7. ledna 1894 (viz Zákon o zlepšení příjmů dignitářů a kanovníků při metropolitních, kathedralních a konkathedralních kapitolách katolické církve ritu latinského, řeckého a arménského) stanoveny tak, že v Čechách a na Moravě:
- první dignitář má 2000 zlatých
- jiní dignitáři 1800 zlatých
- ostatní kanovníci (nedignitáři) 1600 zlatých

#### Počet kanovníků
Liší se v kapitulách jak katedrálních, tak i kolegiátních. Zde se přihlíželo k ustanovení partikulárního práva a ke statutám jednotlivých kapitul. Sídelních kanovníků měla v kapitula v Praze (nespecifikováno která) 12, v Olomouci 17, v Kroměříži 8, v Českých Budějovicích a Litoměřicích 7, v Hradci Králové 6 atd. Počet čestných kanovníků se řídil podle počtu sídelních kanovníků, ale byl rozličný. Čestní kanovníci měli v českých zemích jen titul a některé kanovnické insignie. Práva a povinnosti sídelních kanovníků neměli.

#### Obsazování uprázdněných kanonikátů
Dělo se buď:
- volbou kapituly
- zeměpanskou nominací
- per liberam collationem episcopi – svobodným udělením od biskupa
- na patronovu prezentací

V Rakousku-Uhersku až na nepatrné výjimky (např. kapituly u sv. Víta a na Vyšehradě v Praze, v Olomouci aj.) byla nominace „císařská obyčejná“. Papeži byla konkordátem vyhrazena jen první, respektive druhá důstojnost v katedrálních kapitulách.

## Kanovníci po II. vatikánském koncilu

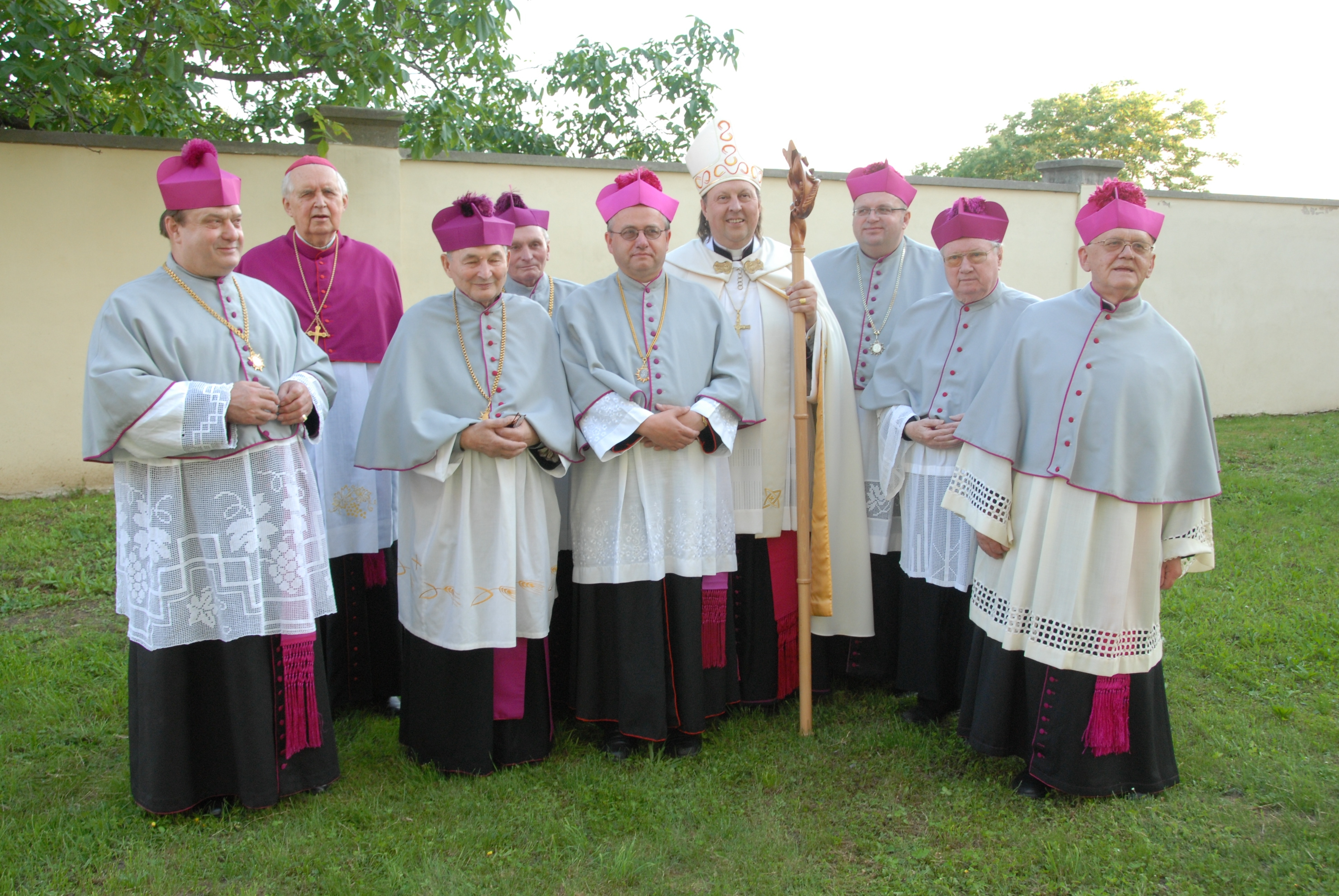
Členové litoměřické katedrální kapituly při oslavách 950. výročí od založení kapituly dne 8. června 2007. Zleva: 1. Alexej Baláž, 2. Josef Koukl (18. litoměřický biskup), 3. Stanislav Bečička, 4. František Opletal, 5. Karel Havelka, 6. Pavel Posád (19. litoměřický biskup), 7. Jiří Hladík, 8. Karl Kindermann a 9. Vladislav Kara.

Přijetím norem Kodexu kanonického práva z roku 1983 (viz kánony 503-510, Hlava 4: Kapituly kanovníku) se změnilo právní postavení kanovníků a jejich úkol je víceméně liturgický, avšak tradice jednotlivých kapitul je udržována institutem vlastního práva (lat. ius proprium).

### Postavení kanovníků v Československu z hlediska státu
Pokud se týče obročí kanovníků a péče o majetkové záležitosti kapitul, zákon č. 218/1949 Sb. v § 11 odst. 1 stanovil: „Veškerý soukromý a veřejný patronát nad kostely, obročími a jinými církevními ústavy přechází na stát.“ Tím na sebe stát vzal právo zasahovat do církevních záležitostí a zároveň povinnost pečovat o církevní stavby a další majetek. 